# Rosa onoei
Rosa onoei es una especie de planta del género Rosa, de la familia Rosaceae.

## Taxonomía
Rosa onoei fue descrita por Makino en 1909.

## Distribución
Se encuentra en el territorio de Japón.